# Steen Bluhm
Steen Bluhm Hansen (født 7. september 1966) er en dansk sportsdirektør for cykelhold, og siden 2000'erne haft ledende roller i den danske bilbranche.  

## Cykling
Steen Bluhm har været sportsdirektør for flere forskellige cykelhold, hvor han har fulgt sønnen Oscar Bluhms karriere. I 2024 blev han sportsdirektør for Team Give Steel - 2M Cycling Elite, selvom sønnen på daværende tidspunkt stadigvæk var på kontrakt hos Airtox-Carl Ras, hvor de begge skiftede til i 2021. I 2025 blev far og søn igen forenet på et cykelhold, da Oscar skiftede til Give Steel.
Sportsdirektør for følgende hold:
- 2018–2020: Team Cycling Elite Copenhagen
- 2021–2023: Restaurant Suri-Carl Ras
- 2024–0000: Team Give Steel - 2M Cycling Elite